# Hans Holbein der Jüngere

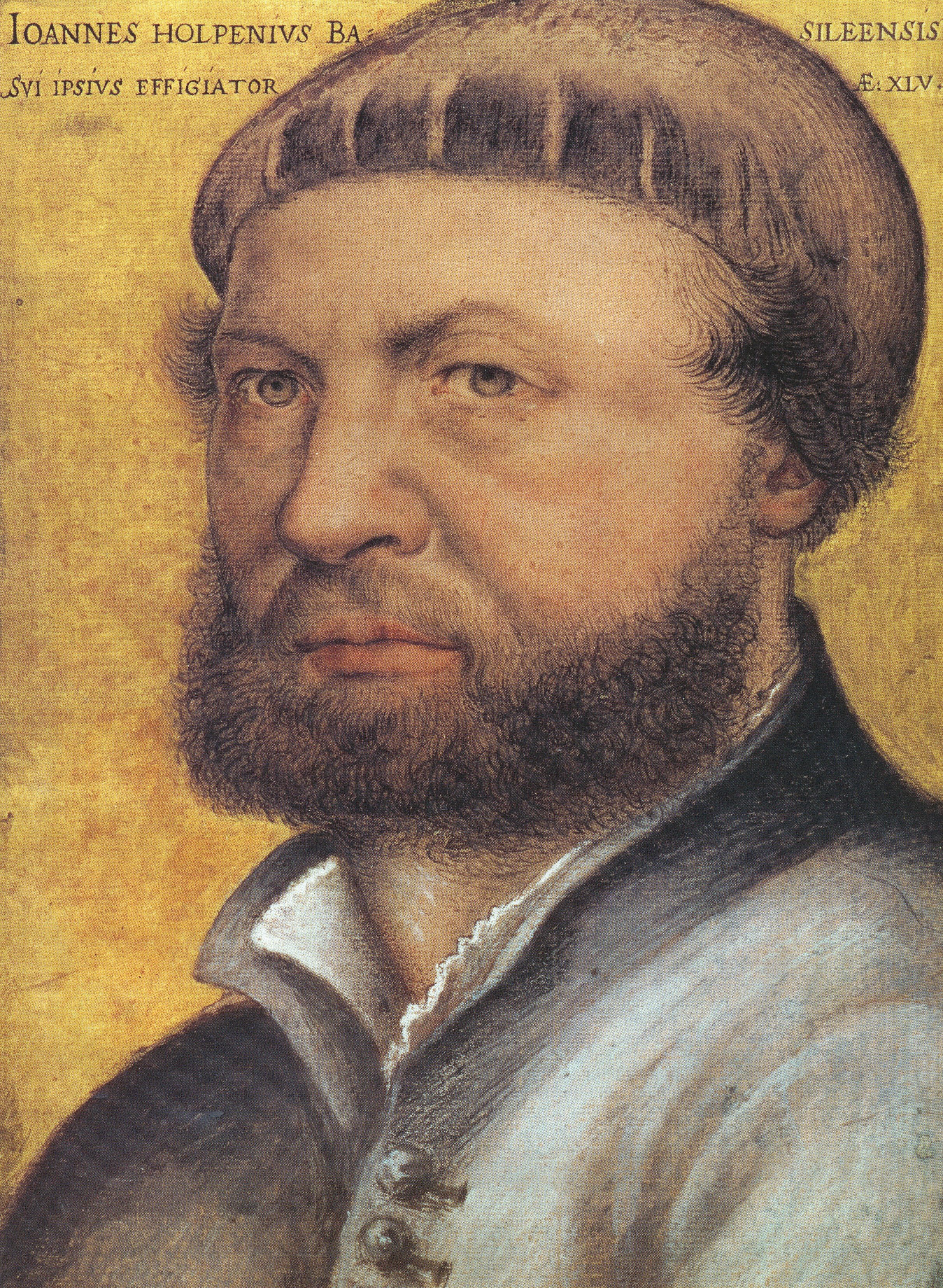
Selbstbildnis (um 1542), mit der Selbstbezeichnung als Basler (Uffizien, Florenz)

Hans Holbein der Jüngere (* 1497 oder 1498 wahrscheinlich in Augsburg; † 29. November 1543 in London) war ein deutscher Maler mit Schweizer Bürgerrecht. Auf einem Selbstbildnis, das er kurz vor seinem Tod malte, bezeichnet er sich selbst als Basler, das Zunft- und Bürgerrecht der Stadt Basel hatte er 1519 erhalten. Er zählt zu den bedeutendsten Renaissance-Malern. Sein wohl bekanntestes Werk ist das Gemälde Die Gesandten von 1533. Es bildet zwei Gesandte ab, die den Adel und den Klerus repräsentieren. Überwiegend malte er jedoch Porträts bedeutender Persönlichkeiten, wie etwa des englischen Königs Heinrich VIII.
Im Kunstmuseum Basel befindet sich heute der weltweit größte Bestand von Werken Hans Holbein des Jüngeren.

## Leben

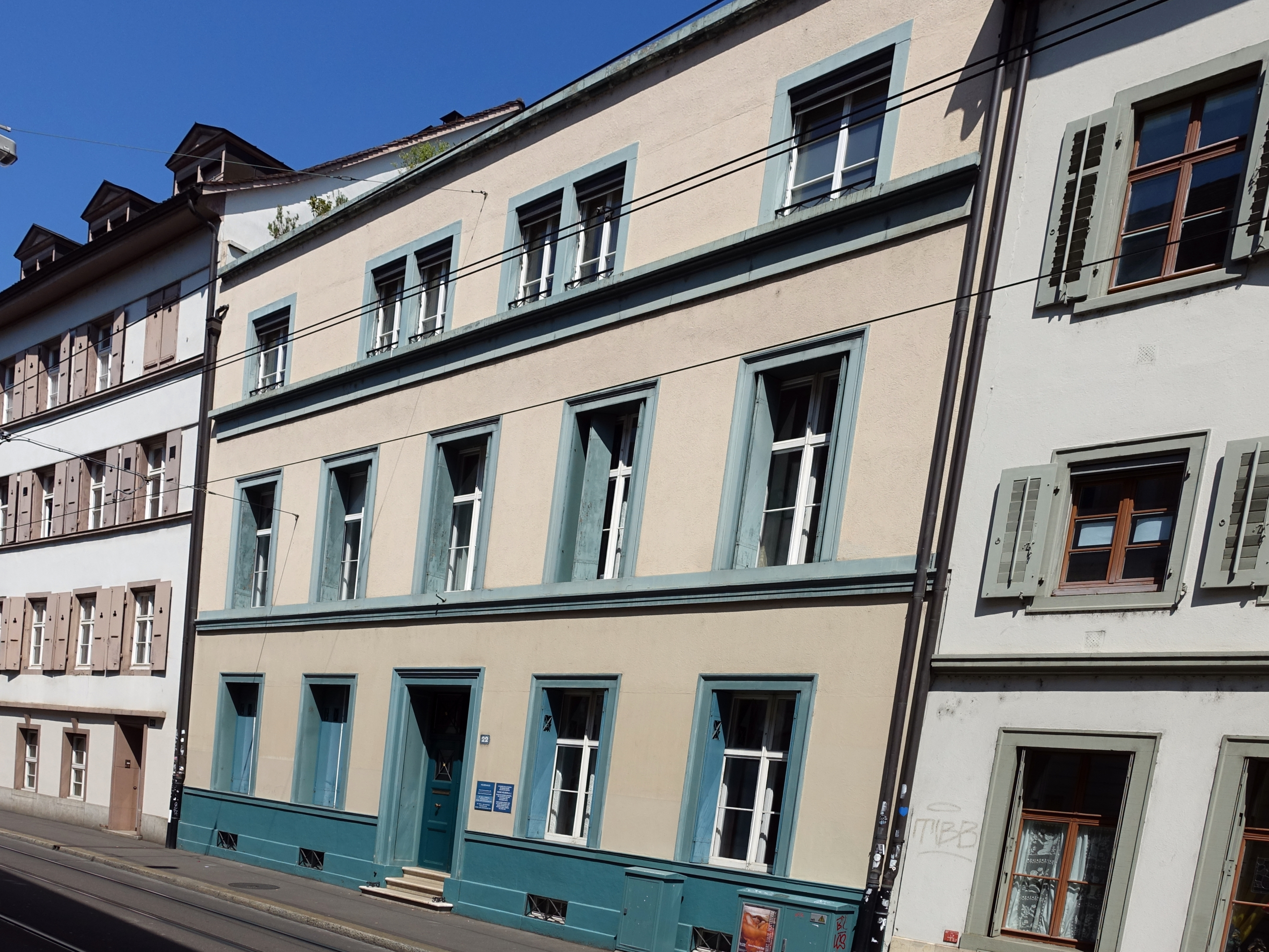
Wohnhaus in Basel, Schweiz

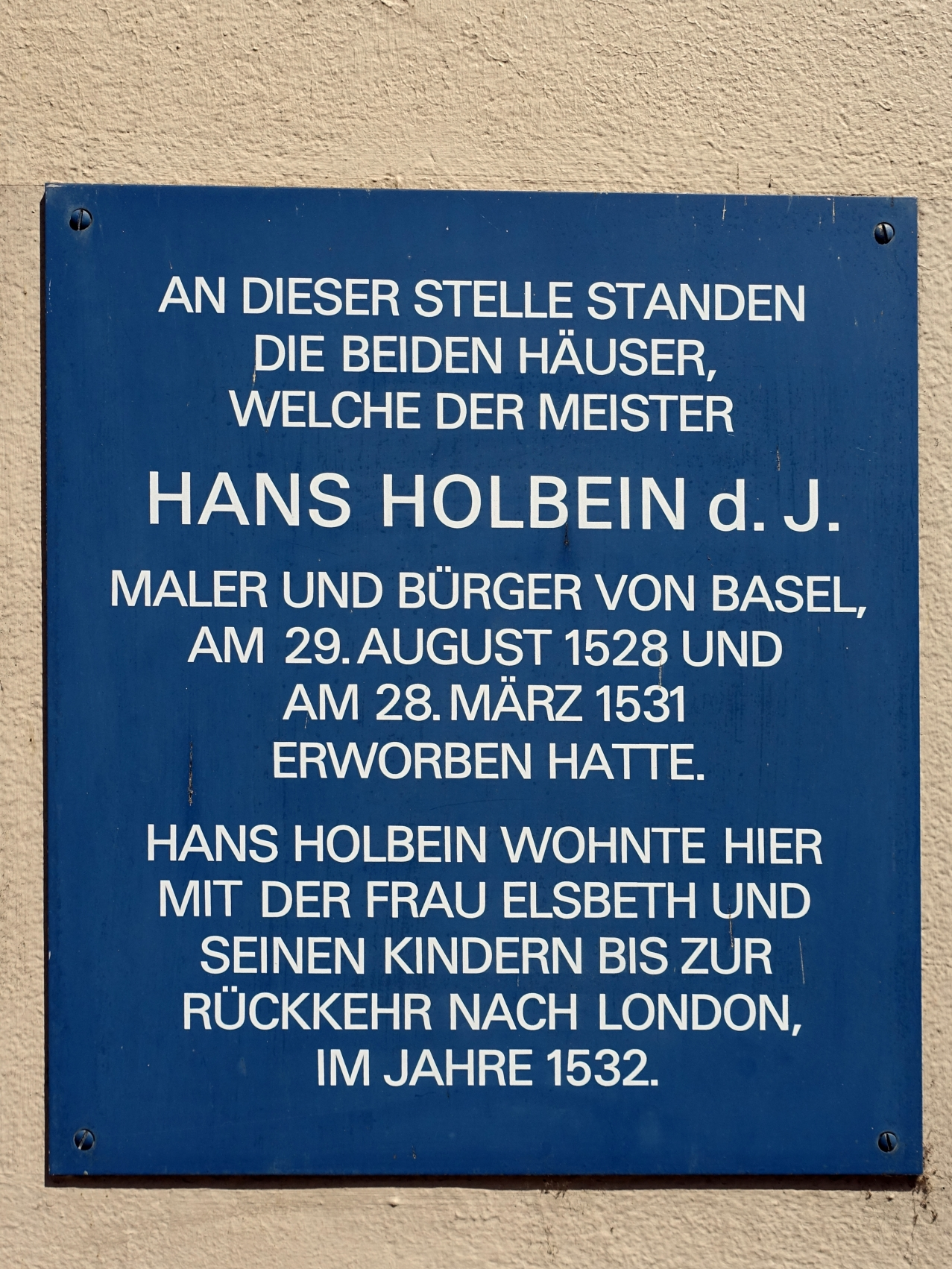
Basler Informationstafel

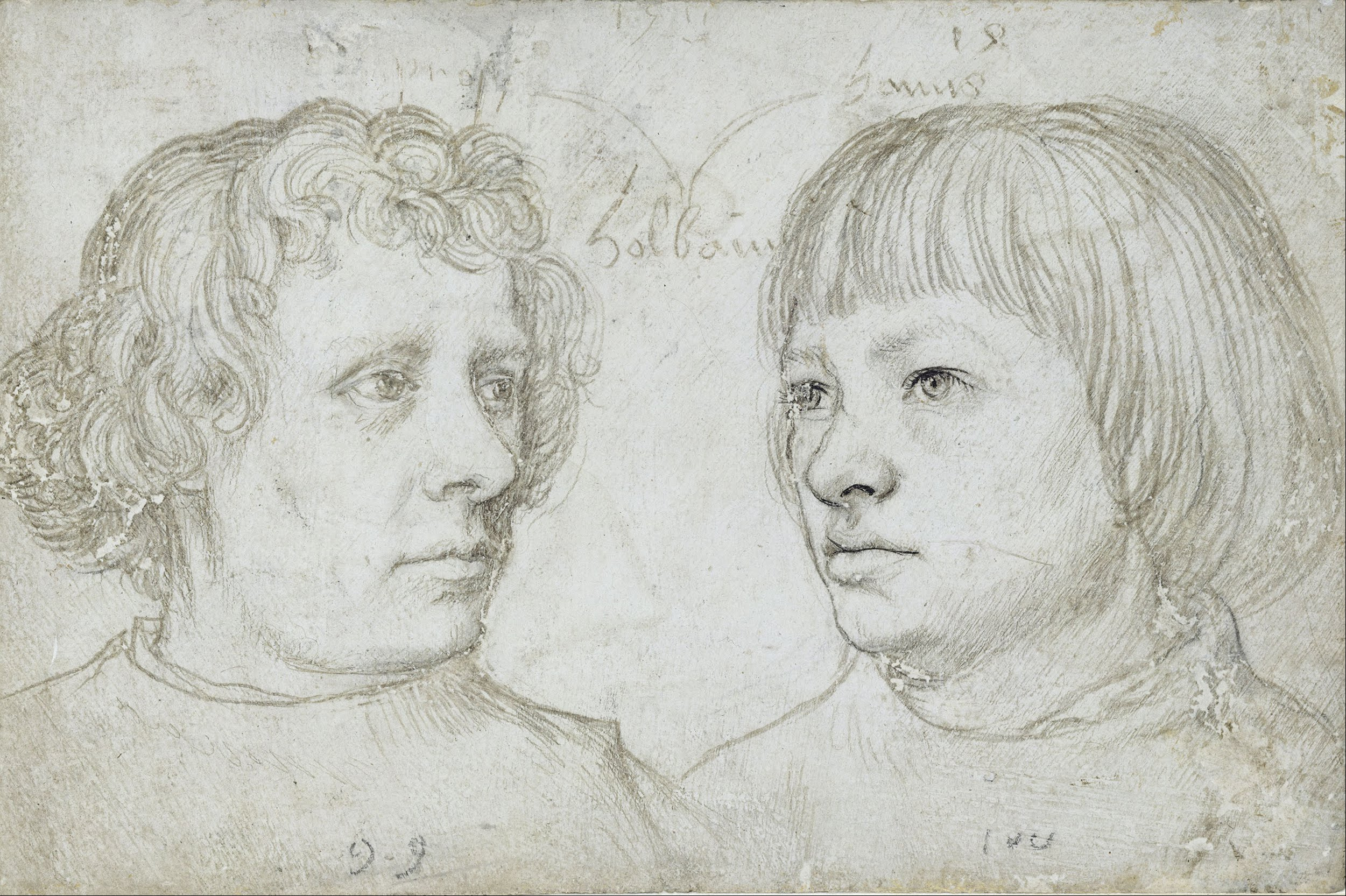
Hans Holbein der Ältere:
Hans Holbein der Jüngere und Ambrosius Holbein, seine beiden Söhne, 1511,
Kupferstichkabinett Berlin

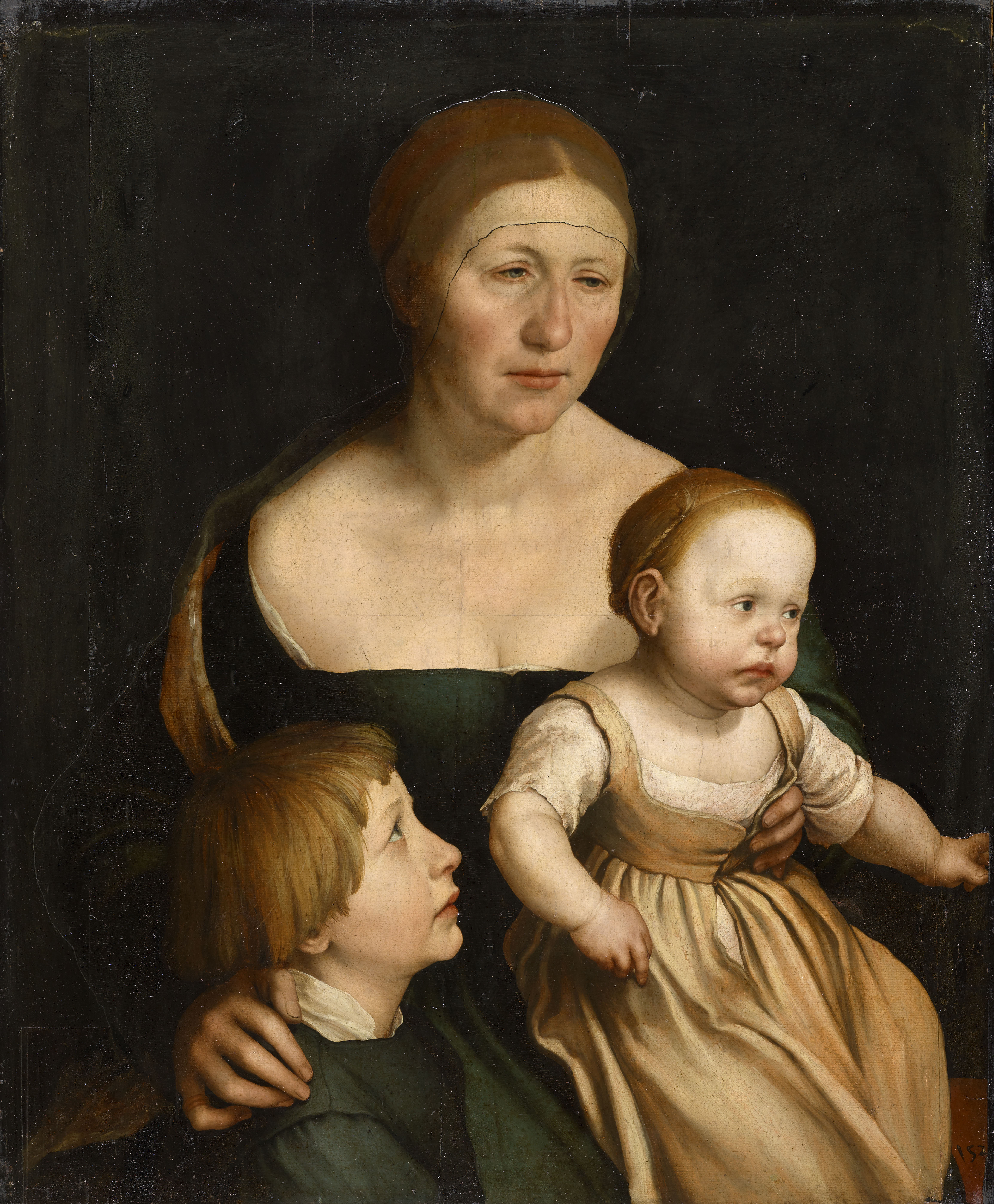
Die Familie des Künstlers (seine Frau Elsbeth mit den beiden Kindern Philipp und Katherina), etwa 1528, heute Kunstmuseum Basel

Holbein entstammte einer bedeutenden Künstlerfamilie, die seit dem 13. Jahrhundert in Ravensburg nachgewiesen ist.
Sein Vater Hans Holbein der Ältere gehörte zu den bekannten Malern seiner Zeit und wirkte vor allem in Augsburg. Künstlerisch tätig war auch sein Onkel Sigmund Holbein, über dessen Wirken und Werk aber wenig bekannt ist. Auch einer seiner Brüder, Ambrosius Holbein, war Maler.
Ihre künstlerische Ausbildung erhielten die Brüder in der Werkstatt des Vaters. Gemeinsam zogen sie 1515 nach Basel, in der Hoffnung, in der damals blühenden Buchdruckerstadt als Illustratoren ein gutes Einkommen zu finden. Hier arbeitete Hans Holbein u. a. für Hans Froben und illustrierte Bücher wie Lob der Torheit von Erasmus von Rotterdam und Utopia von Thomas Morus. Zu künstlerischen Arbeiten hielt sich Hans Holbein um 1517–1519 in Luzern auf. In das Jahr 1519 fielen wahrscheinlich der Tod seines Bruders Ambrosius und die Heirat Hans Holbeins d. J. mit der vier Jahre älteren Elsbeth Binsenstock, der Witwe eines Basler Gerbers, was ihm ermöglichte, der Basler Malerzunft (Zunft zum Himmel) beizutreten und 1520 Bürger von Basel zu werden. Sie gebar vier Kinder, Philipp (um 1522 – um 1600), Katharina, Johannes und Küngold. Sein berühmtes Bildnis von Holbeins Frau mit den beiden älteren Kindern (1528, Kunstmuseum Basel) gilt als eines der ersten Bildnisse überhaupt, die ein Künstler von seiner eigenen Familie gefertigt hat.
Zu dieser Zeit lebte auch der niederländische Philologe und Philosoph Erasmus von Rotterdam in Basel, den Holbein am häufigsten porträtierte. In Basel schuf Holbein unter anderem auch seine beiden berühmten Madonnenbilder, die sogenannte Darmstädter Madonna (1525/1526, seit 2012 als Teil der Sammlung Würth in der Johanniterkirche, Schwäbisch Hall) und die Solothurner Madonna (1522, Kunstmuseum Solothurn). 1521 wurde er mit der Bemalung des Grossratssaales im Basler Rathaus beauftragt.
1523/1524 ging Holbein nach Frankreich. Er zeichnete zwei Fürstenstatuen am herzoglichen Palast Sainte-Chapelle in Bourges im Berry. Ob er damit in die höfische Sphäre strebte oder vom Mäzenatentum des Königs Franz I. profitieren wollte, bleibt unklar. Holbein hielt sich für neue Betätigungsfelder von 1526 bis 1528 in England auf. 1528 kehrte er als bereits bekannter und begehrter Maler für vier Jahre nach Basel zurück, wo er zwei Häuser erwarb. Nach dem protestantischen Bildersturm 1529 und dem damit verbundenen Verbot religiöser Darstellungen bekam er immer weniger Aufträge. 1532 verließ er Basel endgültig in Richtung England. Dem Versuch des Basler Rats, ihn 1538 mit 50 Gulden Jahresgehalt nach Basel zurückzulocken, widerstand er.
In London machte er auf Vermittlung von Erasmus hin die Bekanntschaft mit dem Humanisten Thomas Morus, der ihm verschiedene Aufträge verschaffte und ihn auch dem König Heinrich VIII. vorstellte. 1533 entwarf er die Dekorationen für die Hochzeit des Königs mit Anne Boleyn. Im Jahr 1536 wurde er Hofmaler des Königs.

„Seine [des Königs] Zuneigung zu ihm ging bis zur Schwäche. Als sich ein Lord einmal über eine Beleidigung des Malers beim König beschwerte, […] antwortete der König: ‚Wisset, daß ich aus sieben Bauern in einer Minute sieben Lords, wie ihr es seid machen kann, daß ich aber aus sieben Lords von Eurem Schlage nicht einen einzigen Holbein machen kann.‘“

Heinrich – auf Brautschau – schickte Holbein 1539 aufs Festland zurück, um Christina von Dänemark und in Kleve die beiden Töchter des Herzogs Johann III. zu malen. Das Bild von Anna von Kleve gefiel ihm sehr und er entschloss sich, sie zu heiraten. Die reale Anna erschien aber weit weniger schön als die ihm geschilderte.
In die Zeit seines zweiten englischen Aufenthaltes gehören auch die für den Stalhof und deren Mitglieder ausgeführten Arbeiten: Porträts von mindestens fünf Kaufleuten, darunter das berühmte des Georg Gisze von 1532, allegorische Monumentalbilder (Triumphzüge des Reichtums und der Armut, 1532/1535), Festdekorationen und Entwürfe für Silberarbeiten.
Hans Holbein der Jüngere starb 1543 an der seinerzeit in London grassierenden Pest.

## Werke (Auswahl)
| Bild | Titel | Jahr           | Größe / Material | Ausstellung/Sammlung/Besitzer |
| ---- | --- | -------------- | --- | --- |
|      | Bildnis des Jacob Meyer zum Hasen                                                                         | 1516           | 28,1 × 19,0 cm, Silberstift auf weiß grundiertem Papier, Rötel und Spuren von schwarzem Stift                             | Kunstmuseum Basel, Kupferstichkabinett |
|      | Doppelbildnis des Jacob Meyer zum Hasen und der Dorothea Kannengiesser: Porträt des Jacob Meyer zum Hasen | 1516           | 38,5 × 31,0 cm, Öl und Tempera auf Lindenholz                                                                             | Kunstmuseum Basel |
|      | Doppelbildnis des Jacob Meyer zum Hasen und der Dorothea Kannengiesser: Porträt der Dorothea Kannengießer | 1516           | 38,5 × 31,0 cm, Öl und Tempera auf Lindenholz                                                                             | Kunstmuseum Basel |
|      | Bildnis des Bonifacius Amerbach                                                                           | 1516           | 28,5 × 27,5 cm, Öl auf Tannenholz                                                                                         | Kunstmuseum Basel, Amerbach-Kabinett |
|      | Der Leichnam Christi im Grabe                                                                             | 1521/1522      | 30,5 × 200 cm, Öl und Tempera auf Lindenholz                                                                              | Kunstmuseum Basel, Amerbach-Kabinett |
|      | Solothurner Madonna                                                                                       | 1522           | 143,5 × 104,9 cm, Öl und Tempera auf Lindenholz                                                                           | Kunstmuseum Solothurn |
|      | Schreibender Erasmus von Rotterdam                                                                        | 1523           | 43 × 33 cm, Öl auf Lindenholz                                                                                             | Louvre, Paris |
|      | Lais von Korinth                                                                                          | 1526           | 34,6 × 26,8 cm, Tempera auf Lindenholz                                                                                    | Kunstmuseum Basel |
|      | Der Totentanz                                                                                             | 1526           | 6,4 × 4,8 cm, Reihe von 41 Holzschnitten                                                                                  | |
|      | Venus und Amor                                                                                            | 1526           | 34,5 × 26 cm, Tempera auf Holz                                                                                            | Kunstmuseum Basel |
|      | Bildnis des Jacob Meyer zum Hasen                                                                         | um 1525/1526   | 38,3 × 27,5 cm, schwarze und farbige Kreiden, an den Konturen Bleigriffel und blindgeritzte Linien; Grund hellgrau getönt | Kunstmuseum Basel, Kupferstichkabinett |
|      | Madonna des Bürgermeisters Jacob Meyer zum Hasen (Darmstädter Madonna) siehe auch Dresdner Holbeinstreit  | 1526           | 146,5 × 102,0 cm, Nadelholz (?)                                                                                           | seit 2011 Sammlung Würth |
|      | Entwurf für das Familienbildnis des Thomas More                                                           | 1526/27        | 38,9 × 52,4 cm, Feder und Pinsel (schwarz) über Kreidevorzeichnung; Beschriftung und einzelne Motive in brauner Tinte     | Kunstmuseum Basel, Kupferstichkabinett |
|      | Junger Mann mit Notenbuch und Laute                                                                       | 1526/27        | 44,8 cm × 44,1 cm, Öl auf Eichenholz                                                                                      | Gemäldegalerie Berlin |
|      | Porträt einer Dame mit einem Eichhörnchen                                                                 | 1526–1528      | 56 × 38,8 cm, Öl auf Eichenholz                                                                                           | National Gallery, London |
|      | Porträt von Thomas Morus                                                                                  | 1527           | 74,2 × 59 cm, Öl auf Eichenholz                                                                                           | Frick Collection, New York City |
|      | Porträt von Nicolaus Kratzer                                                                              | 1528           | 83 × 67 cm, Öl auf Eichenholz                                                                                             | Louvre, Paris |
|      | Porträt einer jungen Dame                                                                                 | nach 1528      | 20,8 × 14,2 cm, Öl auf Papier, auf feines Leinen doubliert, auf Keilrahmen gespannt                                       | Sammlung Vicomte Guilhermoz in Paris; um 1930 Charles Albert de Burlet in Berlin; Féral, Paris; um 1932 Van Diemen, New York; 1932–1945 im Besitz von Helen Swift Neilson, Chicago; 1945 Metropolitan Museum in New York; seit 1975 im Privatbesitz in der BRD                                                                                    |
|      | Thomas Cromwell                                                                                           | 1532           | 76 × 61 cm, Öl auf Holz                                                                                                   | Frick Collection, New York City |
|      | Porträt von Georg Gisze                                                                                   | 1532           | 96,3 × 85,7 cm, Öl auf Eichenholz                                                                                         | Gemäldegalerie Berlin |
|      | Jean de Dinteville und Georges de Selve (Die Gesandten)                                                   | 1533           | 207 × 210 cm, Öl auf Eichenholz                                                                                           | National Gallery, London |
|      | Robert Cheseman                                                                                           | 1533           | 58,8 × 62,8 cm, Holz | Mauritshuis, Den Haag |
|      | Die Steinwerferin                                                                                         | ca. 1532–1534  | 20,3 × 12,2 cm, Zeichnung auf Papier                                                                                      | Kunstmuseum Basel, Kupferstichkabinett |
|      | Charles de Solier, Sieur de Morette                                                                       | 1534–1535      | 92,5 × 75,5 cm, Öl auf Holz                                                                                               | Gemäldegalerie Alte Meister, Dresden |
|      | Jane Seymour                                                                                              | 1536–1537      | 65,4 × 40,7 cm, Öl auf Eichenholz                                                                                         | Kunsthistorisches Museum Wien |
|      | Heinrich VIII. (Porträt)                                                                                  | ca. 1537       | 28 × 20 cm, Öl auf Eichenholz                                                                                             | Museo Thyssen-Bornemisza, Madrid |
|      | Christina von Dänemark                                                                                    | 1538           | 179 × 83 cm, Öl auf Eichenholz                                                                                            | National Gallery, London |
|      | Sir Thomas Parry                                                                                          | 1538–1540      | 25,4 × 18,6 cm, Feder- und Kreidezeichnung                                                                                | Royal Collection, Windsor Castle |
|      | Thomas Howard, 3. Herzog von Norfolk, Earl Marshal von England                                            | 1539           | 80,3 × 61,6 cm, Eichenholz                                                                                                | Royal Collection, Windsor Castle |
|      | Porträt der Anna von Kleve                                                                                | 1538–1539      | 65 × 48 cm, Pergament auf Leinwand                                                                                        | Louvre, Paris |
|      | Edward Prince of Wales, der spätere König Edward VI.                                                      | 1539           | 56,8 × 44 cm, Öl auf Holz                                                                                                 | National Gallery of Art, Washington, D.C. |
|      | Porträt Heinrichs VIII.                                                                                   | nach 1539–1540 | 88,2 × 75 cm, Tempera auf Holz                                                                                            | Palazzo Barberini, Rom |
|      | Porträt Thomas Wyatt                                                                                      | 1540–1542      | 32 × 32 cm, Öl auf Rundplatte                                                                                             | 1974 von Christopher Gibbs für 2800 Pfund bei Christie’s erworben. 2006 von Sotheby’s angeboten, aber nicht verkauft. Echtheit von Tate Britain angezweifelt. 2007 auf der Kunstmesse The European Fine Art Fair (TEFAF) in Maastricht für 10 Millionen US-Dollar angeboten. Echtheit vom TEFAF-Ausschuss bestätigt. Weiterer Verbleib ungeklärt. |
|      | De Vos van Steenwijk                                                                                      | 1541           | 47,6 cm × 36,2 cm, Öl auf Holz                                                                                            | Gemäldegalerie Berlin |
|      | Porträt Antons des Guten, Herzog von Lothringen                                                           | 1543           | 51 × 37 cm, Tempera auf Holz                                                                                              | Gemäldegalerie Berlin |

- L’ alphabet de la mort de Hans Holbein: entouré de bordures du XVIe siècle et suivi d’anciens poemes français sur le sujet des trois mors et des trois vis. Tross, Paris 1856, urn:nbn:de:hbz:061:1-79209
- Bilder des Todes. Einsle, Viennae 1890, urn:nbn:de:hbz:061:1-61565
- The celebrated Hans Holbeins alphabet of death: illustrated with old borders engraved on wood with latin sentences and english quatrains. Tross, Paris 1856, urn:nbn:de:hbz:061:1-73843
- The dance of death. Coxhead, London 1816, urn:nbn:de:hbz:061:1-76376
- The dance of death: exhibited in elegant engravings on wood, with a dissertation on the several representations of that subject, but more particulary on those ascribed to Macaber and Hans Holbein. Pickernig, London 1833, urn:nbn:de:hbz:061:1-79209
- The dances of death, through the various stages of human life: wherein the capriciousness of that tyrant is exhibited in forty-six copper plates; done from the original designs …; to which are prefixed, descriptions of each plate in French and English, with the scripture text from which the designs were taken. Scott & Ostell, London 1803, urn:nbn:de:hbz:061:1-79209
- La danse des morts à Bâle. Wentzel, Wissembourg 1846, urn:nbn:de:hbz:061:1-68330
- La danse des morts à Bâle. Hasler, Basel circa 1830, urn:nbn:de:hbz:061:1-67017
- Der Todten= || dantz/ durch alle Stende || vnnd Geschlecht der Menschen/: darinnen jr herkõmen vnd ende nichtigkeit vnd sterbligkeit als in eim Spiegel zu beschawen fürgebildet vnnd mitt schoenen Figuren gezieret. Birckmann, Arnold d. Ä. (Erben), Köln 1560, urn:nbn:de:hbz:061:1-38251
- Hans Holbeins Bilder des Todes: reproducirt nach den Probedrucken und der Lyonner Ausgabe von 1547 in der Kunsthalle zu Hamburg. Commeter, Hamburg 1897, urn:nbn:de:hbz:061:1-73305
- Hans Holbein’s Initial-Buchstaben mit dem Todtentanz. Dieterich, Leipzig 1911, urn:nbn:de:hbz:061:1-38107
- Hans Holbein’s Initial-Buchstaben mit dem Todtentanz: nach Hans Lutzelburger’s Orig.-Holzschn. im Dresdner Kabinet. Dieterich, Göttingen 1849, urn:nbn:de:hbz:061:1-76070
- Hans Holbein’s Todtentanz. Hirth, München 1884, urn:nbn:de:hbz:061:1-76946
- Hans Holbein’s Todtentanz: in 53 getreu nach den Holzschnitten lithographirten Blättern. Schlotthauer, München 1832, urn:nbn:de:hbz:061:1-76587
- Holbenii Pictoris alphabetum mortis: vollständig in 24 Holzschnitten nach dem Dresdener Originale. Heberle, Köln 1849, urn:nbn:de:hbz:061:1-76084
- Icones Mortis: Dvodecim Imaginibus praeter priores, totidémque inscriptionibus, praeter epigrammata è Gallicis à Georgio AEmylio in Latinum versa, cumulatae; Qvas his addita sunt, sequens pagina commonstrabit. Basel, 1554, urn:nbn:de:hbz:061:1-43732
- Oeuvre De Jean Holbein Ou Recueil De Gravures D’Après Ses Plus Beaux Ouvrages: Accompagnés D’Explications Historiques Et Critiques Et De La Vie De Ce Fameux Peintre. Mechel, Basel 1780, urn:nbn:de:hbz:061:1-64384
- Der Todtentanz. Wittwer, Stuttgart circa 1860, urn:nbn:de:hbz:061:1-64185
- Der Todtentanz: ein Gedicht. Leo, Leipzig 1831, urn:nbn:de:hbz:061:1-58471
- Der Todtentanz oder der Triumph des Todes: nach den Original-Holzschnitten des Hans Holbein. Robrahn, Magdeburg 1836, urn:nbn:de:hbz:061:1-78627.
- Der Totentanz: vierzig Holzschnitte. Holbein-Verlag, München 1914, urn:nbn:de:hbz:061:1-77767
- Der Totentanz: vierzig Holzschnitte. Fischer & Frauke, Berlin 1907, urn:nbn:de:hbz:061:1-59445
- Die Geschichte des Hiob, in mehreren Vorstellungen. (innere Flügelthüre eines Altares)
  - Der reiche Mann in seinem Wohlleben. (Gegenstück)[17]

## Literarische Rezeption
- Emanuel Stickelberger: Holbein-Trilogie.
  - Der Mann mit den zwei Seelen. Steinkopf, Stuttgart 1942.
  - Holbein in England. Sauerländer, Aarau 1944.
  - Künstler und König. Huber, Frauenfeld 1946.
- Helle Stangerup: Skæbnegalleriet. (dt. Der Brautmaler.) Politiken, Kopenhagen 2006.